# Kościół Immanuela
Kościół Immanuela – świątynia protestancka w centrum Sztokholmu. Zgromadzenie liczy 1400 członków i jest jednym z największych zborów Kościoła Ekumenicznego w Szwecji.
W budynku w którym mieści się kaplica znajdują się także biura i hotel. Budynek został zbudowany w latach 1970-1974 na polecenie Kościoła. Uważany jest za świetny przykład architektury modernistycznej lat 70. XX wieku. 
W ciągu tygodnia nabożeństwa są odprawiane pięć razy, w trzech językach (szwedzki, angielski i koreański). Poza tym Kościół prowadzi szkołę muzyczną, zajęcia dla dzieci i młodzieży, seminaria, koncerty i angażuje się w pracy socjalnej (m.in. prowadzi dom starców).